# Anders Olsson i Mora
Anders Olsson (i riksdagen kallad Olsson i Morastrand, senare Olsson i Mora), född 4 januari 1885 i Nås församling, Kopparbergs län, död 3 augusti 1974 i Mora församling, Kopparbergs län, var en svensk tidningsman och politiker (folkpartist).
Anders Olsson, som kom från en bondesläkt, blev medarbetare i Mora Tidning 1902 och var tidningens huvudredaktör 1913-1948. Han var centralstyrelsesuppleant i Föreningen för kvinnans politiska rösträtt i Mora år 1919 och 1920, ordförande i Morastrands köpings köpingsfullmäktige 1920–1921 och Mora landskommuns kommunalnämnds ordförande fram till 1959. Han var likaså vice ordförande i Kopparbergs läns landsting 1940–1957.
Anders Olsson var riksdagsledamot i andra kammaren 1918–1924, 1927–1936 samt 1949–1956, fram till 1921 för Kopparbergs läns norra valkrets och därefter för Kopparbergs läns valkrets. Han tillhörde Frisinnade landsföreningens riksdagsgrupp Liberala samlingspartiet, efter den liberala partisplittringen hösten 1923 Frisinnade folkpartiet, och från 1935 det återförenade Folkpartiet.
I riksdagen var han bland annat ordförande i andra kammarens första tillfälliga utskott 1921–1923 samt 1928 och ledamot i konstitutionsutskottet 1933–1936 och 1949–1955. Han var även andra kammarens andre vice talman från höstriksdagen 1949 till 1956. Han var även långvarigt aktiv i riksdagens nykterhetsgrupp. I riksdagen engagerade han sig bland annat i alkoholpolitik och landsbygdsfrågor.